# Hemeroblemma junonius
Hemeroblemma junonius là một loài bướm đêm trong họ Erebidae.